# シトラスリボン

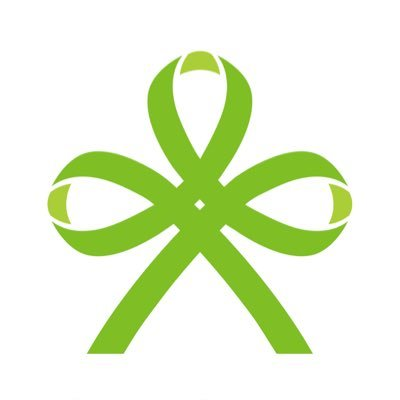
シトラスリボンの例

シトラスリボン（Citrus Ribbon）とは、新型コロナウイルス感染症の患者やその家族、医療従事者、またエッセンシャルワーカーや外国人などへの、新型コロナウイルス感染症に関する差別や偏見の防止を目的とする「シトラスリボンプロジェクト」のシンボルである。コロナ禍の2020年（令和2年）4月に愛媛県の有志で構成されるグループ「ちょびっと19＋」によって考案され、特産の柑橘類をモチーフとした緑色と「地域・家庭・職場（学校）」を示す「三つの輪」を特徴とする。緑色のリボンや紐、または水引などを用いて飾り結びや総角結びなどの結び方によって作ることができ、結び方はYouTubeでも公開され、小中学校でも製作が呼び掛けられているほか、ピンバッチやポスター、トラックのラッピングなどを通して全国的な啓発、普及活動が行われている。